# Afera taśmowa
Afera taśmowa – kryzys polityczny w Polsce, wywołany we wrześniu 2006 roku ujawnieniem w programie telewizyjnym Tomasza Sekielskiego i Andrzeja Morozowskiego Teraz my! w TVN, nagranych ukrytą kamerą taśm (nazwane przez TVN „Taśmami Prawdy”), z rozmów między posłanką Samoobrony Renatą Beger a prominentnymi politykami Prawa i Sprawiedliwości, o jej poparciu rządzącej partii i korzyściach, jakie w zamian za to mogłaby otrzymać.

## Początek afery
W wyniku rozpadu koalicji rządowej między Prawem i Sprawiedliwością, Ligą Polskich Rodzin oraz Samoobroną RP 22 września 2006 roku, mniejszościowy rząd premiera Jarosława Kaczyńskiego rozpoczął działania mające na celu pozyskanie większości w parlamencie.
Andrzej Lepper pokazał na konferencji prasowej telefon posłanki Samoobrony RP Marzeny Paduch, która dostała od posła Marka Suskiego wiadomość z propozycją przejścia do PiS w zamian za stanowisko rządowe. Stwierdził też, że takie propozycje mieli dostać niemal wszyscy posłowie jego partii. Niektórzy z nich mieli też prowadzić z PiS negocjacje. Po tej konferencji dziennikarze TVN Andrzej Morozowski i Tomasz Sekielski zwrócili się do wiceprzewodniczącego Samoobrony RP Janusza Maksymiuka z propozycją nagrania takich negocjacji z jakimś posłem. Maksymiuk skontaktował ich z posłanką Renatą Beger.
26 września 2006 telewizja TVN wyemitowała nagrane rozmowy. W ich czasie w pokoju poselskim posłanki Samoobrony, pomiędzy nią a ministrami w Kancelarii Prezesa Rady Ministrów – Adamem Lipińskim i Wojciechem Mojzesowiczem z Prawa i Sprawiedliwości, dyskutowano o korzyściach, jakie miała uzyskać posłanka Beger wraz z innymi pięcioma posłami Samoobrony w zamian za wystąpienie z Samoobrony i poparcie rządu. Posłanka Beger zażądała stanowiska podsekretarza stanu w Ministerstwie Rolnictwa i Rozwoju Wsi. W czasie rozmów, minister Lipiński zapewniał posłankę Beger, że do podjęcia decyzji wystarczy jedna rozmowa z Prezesem Rady Ministrów Jarosławem Kaczyńskim. Jednocześnie zasugerował, że może istnieć prawna możliwość pozbycia się groźby spłacenia weksli poprzez stworzenie funduszu z pieniędzy Sejmu. Fundusz miałby w przypadku wizyty komornika „założyć” za posła do czasu wyjaśnienia sprawy na drodze sądowej. W drugiej z ujawnionych rozmów, Lipiński poinformował, że premier „nie wyraził na razie zgody” na mianowanie na żądane stanowisko.
W pierwszej rozmowie posłanka Beger starała się uzyskać deklaracje co do spraw sądowych przeciwko niej. Na pytanie: „Ale jak pani sobie wyobraża te sprawy sądowe załatwić?” odpowiedziała: „To państwo jesteście od tego, a nie ja. Wojtkowi mówiłam”. Dalej Lipiński zasugerował, że może skontaktować Beger „z kimś, kto ma wiedzę na ten temat”. W kolejnych rozmowach Lipiński stwierdził, że „na razie nie ma armat, (...) więc ja już dalej nie drążyłem” i w konsekwencji wykluczył możliwość zajęcia się tymi sprawami, tłumacząc, iż „(...) [to] także dla pani dobra... Dla naszej umowy”.
Taśmy z rozmowami, które opozycja nazwała polityczną korupcją spowodowały zawieszenie rozpoczętych kilka dni wcześniej rokowań koalicyjnych pomiędzy dotychczasowymi koalicjantami (PiS i LPR) a PSL.

## Konsekwencje emisji nagrań
W nocy 27 września 2006 swoje konferencje prasowe w Sejmie odbyli liderzy głównych partii politycznych w Polsce. Przewodniczący Platformy Obywatelskiej Donald Tusk oraz przewodniczący Sojuszu Lewicy Demokratycznej Wojciech Olejniczak zażądali natychmiastowego zwołania posiedzenia Sejmu, na którym miałby być rozpatrywany wniosek o samorozwiązanie Sejmu, zażądali również dymisji rządu Jarosława Kaczyńskiego. W podobnym tonie wypowiedział się przewodniczący Samoobrony Andrzej Lepper.
27 września 2006 roku, przed budynkiem Sejmu zebrało się około 200 osób, które manifestowały swój sprzeciw wobec rządu Jarosława Kaczyńskiego. Mniejsze demonstracje miały miejsce w Gdańsku, Gdyni, Kielcach, Poznaniu i Toruniu.
Wieczorem tego samego dnia, premier Jarosław Kaczyński w orędziu telewizyjnym bronił racji PiS-u, stwierdził, że „nazywanie rokowań politycznych korupcją jest kłamstwem i hipokryzją”, gdyż, jak uważają niektórzy, w tych rozmowach nie zdarzyło się nic, co nie zdarzało się przy prowadzeniu innych rozmów koalicyjnych, także przez polityków opozycji. Twierdził, że są to działania „układu” broniącego się przed reformami rządu. Osoby, które to robią oskarżył, że „chcą doprowadzić do kryzysu politycznego”. Premier krytykowany jest szczególnie za pozostawienie posłów Adama Lipińskiego i Wojciecha Mojzesowicza na stanowiskach.
W czwartek 28 września PiS poinformował o złożeniu prywatnych aktów oskarżenia, za pomówienia, przeciwko posłom: Donaldowi Tuskowi, Janowi Rokicie, Bronisławowi Komorowskiemu oraz Ryszardowi Kaliszowi. Chodzi m.in. o użycie słowa korupcja w stosunku do polityków PiS.
W piątek 29 września Renata Beger złożyła w siedzibie Prokuratury Okręgowej w Warszawie wcześniej zapowiadane zawiadomienie o podejrzeniu popełnienia przestępstwa przez obu ministrów. Według kodeksu karnego Art. 229 § 1, Kto udziela lub obiecuje udzielić korzyści majątkowej lub osobistej osobie pełniącej funkcję publiczną, w związku z pełnieniem tej funkcji, podlega karze pozbawienia wolności od 6 miesięcy do lat 8. Po złożeniu takiegoż zawiadomienia prokuratura ma 30 dni na przeprowadzenie postępowania sprawdzającego, które kończy się wszczęciem lub odmową wszczęcia formalnego śledztwa. Minister sprawiedliwości Zbigniew Ziobro zapowiedział, iż prokuratura zajmie się doniesieniem i wyraził nadzieję na przesłuchanie posłanki w tej sprawie.
Wieczorem, tego samego dnia, premier Jarosław Kaczyński podczas wywiadu dla telewizji publicznej przeprosił tych, którzy są zaskoczeni i zniesmaczeni, po publikacji taśm z nagraniami rozmów Renaty Beger z Adamem Lipińskim i Wojciechem Mojzesowiczem. Nie uznał jednak postępowania ministrów swojej kancelarii za naganne i nie zapowiedział ich dymisji. Natomiast Stowarzyszenie Dziennikarzy Polskich potępiło telewizję TVN za wyemitowanie Taśm prawdy. W swoim oświadczeniu SDP oświadczyło, że przygotowywanie materiałów dziennikarskich w celu propagandowym nie mieści się w kanonie rzetelnego dziennikarstwa. Po tym oświadczeniu część dziennikarzy odcięła się od tego stanowiska. 27 podpisało się pod listem, w którym stwierdzono, że Zarząd Główny SDP odebrał sobie legitymację do reprezentowania środowiska. Rada Etyki Mediów świadomie nie przedstawiła żadnej oceny zaistniałej sytuacji, a jedynie przypomniała zasady Karty Etycznej Mediów.
1 października premier na wiecu poparcia dla rządu, który odbył się na terenie Stoczni Gdańskiej, odniósł się do afery taśmowej, stwierdzając, iż „nigdy więcej nie wolno już rozmawiać z ludźmi o marnej reputacji”. Oświadczył również, iż „Nie cofniemy się, nawet gdyby w różnych telewizjach i radiach mówiono o nas – choć wydaje się to już niemożliwe – jeszcze gorzej niż teraz. Nie cofniemy się, jeśli będzie się zbierało na ulicach otumanionych ludzi, by przeciw nam występowali, (...) występując przede wszystkim przeciw Polsce”. Dariusz Adamski, szef „Solidarności” Stoczni Gdynia, odniósł się do sprawy mówiąc, iż „Zaufaliśmy PiS i żadna pani z 'kurwikami' tego nie zmieni”. Według policji na wiecu zebrało się niecałe 4 tys. osób, według strony internetowej PiS-u 10 tys.
23 października 2006 jeden z bohaterów Afery taśmowej, poseł Wojciech Mojzesowicz, podał się do dymisji ze stanowiska Sekretarza stanu w Kancelarii Premiera, rezygnacja została przyjęta. 25 października sejmowa Komisja Etyki Poselskiej zdecydowała o ukaraniu posłanki Renaty Beger naganą. Poseł Mojzesowicz otrzymał upomnienie. Komisja nie podjęła decyzji w sprawie ukarania posła Adama Lipińskiego.
23 marca 2007 wobec braku cech przestępstwa „obietnicy uzyskania korzyści majątkowej” śledztwo umorzono.

## Afera w kulturze masowej
- Zespół Superpuder nagrał piosenkę pt. Film Renaty dotyczącą afery taśmowej.
- Irlandzkie tanie linie lotnicze Ryanair wykorzystały aferę w reklamie swoich usług.
- Adrian Konarski, kompozytor z Kabaretu Piwnica pod Baranami, napisał muzykę do rozmowy Beger i powstał utwór pt. Piosenka o negocjacjach.